# Enrico II di Stade
Enrico II, detto il Buono, (946 circa – 2 ottobre 1016) fu conte di Stade.

## Biografia
Era figlio del conte di Stade Enrico I il Calvo, e di sua moglie Giuditta di Wetterau, nipote del duca di Lotaringia Gebeardo.
Poco si sa di Enrico, a parte gli scritti di Tietmaro di Merseburgo: Titmaro narra che avvenne uno scontro tra i suoi tre zii materni Enrico, Udo e Sigfrido e il conte Etelgero e dei pirati il 23 giugno del 994. La battaglia venne persa dai sassoni ed Udo venne decapitato, mentre Enrico, il fratello Sigfrido e Etelgero vennero catturati dai pirati. Subito partì una "gara di solidarietà" dei sassoni per pagare il riscatto, riscatto pagato anche dal duca (e cognato in quanto aveva sposato Ildegarda di Stade) di Sassonia Bernardo I (egli si trovava nelle immediate vicinanze dello scontro e inviò subito dei messaggeri per intavolare le trattative) ma anche dall'imperatore.
Una volta che i pirati ricevettero buona parte del riscatto, permisero un "cambio degli ostaggi": Enrico fu sostituito dal suo unico figlio Sigfrido (III) e poi dai vassalli del conte di Stade Gervardo e Volframo, mentre al posto di Etelgero andò lo zio Teodorico e il figlio di sua zia Olaf. A tutti fu poi permesso di allontanarsi per riscuotere più velocemente il denaro del riscatto, privilegio garantito a tutti eccetto a Sigfrido II di Stade, che rimase l'unico ostaggio. Costui, essendo all'epoca ancora senza figli, chiese a Cunigonda di Stade di dare ai pirati uno dei suoi figli al suo posto: la madre quindi scelse di mandare Sigfrido, futuro vescovo di Münster come Sigfrido II, come sostituto, ma il suo abate Ricdago, abate di Berge, rifiutò di mettere Sigfrido nelle mani dei pirati in quanto monaco. Fu quindi scelto Tietmaro, il quale maestro non fece opposizione, il quale partì il 28 giugno.
Lo stesso giorno però Sigfrido II, nonostante fosse gravemente ferito, riuscì ad scappare dalla nave pirata con uno stratagemma: egli ordinò a Nodbaldo e a Edicone, altri due vassalli del conte di Stade, di portare, per mezzo di una veloce imbarcazione, del vino sulla nave pirata, in modo che l'equipaggio si ubriacasse. Il mattino seguente un prete stava per cominciare la messa quando il conte Sigfrido andò, facendo finta di volersi lavare, verso la poppa della nave e salì su una nave pronta ad aspettarlo, senza che le guardie, appesantite dal vino, potessero fermarlo. Venne quindi arrestato il prete, sospettato di essere un complice, e il conte fu inseguito con la nave. Egli riuscì comunque a raggiungere la riva e, come da piano, trovò dei cavalli per la fuga. Scappò quindi verso Harsefeld, ove vi era la moglie Adela (figlia del conte Gerone) e il fratello Enrico il Buono. I pirati lo cercarono quindi a Stade e, non trovandolo, presero con la forza gli orecchini delle donne della città e andarono via. Il giorno dopo tagliarono al prete, a Sigfrido III di Stade e agli altri ostaggi, mani, orecchie e nasi.
Tietmaro riferisce anche che Enrico distrusse il castello di Harsefeld e lo sostituì con un monastero.
A Enrico succedette nella contea di Stade il fratello minore Sigfrido II. L'altro fratello di Enrico, Lotario Udo I viene anche identificato in alcune fonti come conte di Stade e, in tal caso, i due fratelli condivisero il governo della contea per un certo periodo di tempo.

## Matrimonio e figli
Enrico sposò Mechtild, di una famiglia sconosciuta, ed ebbero un figlio:
- Sigfrido III di Stade († 26 ottobre 994).

## Ascendenza
|                         |   |                         | Genitori               |  |  | Nonni |  |  | Bisnonni           |  |  | Trisnonni |  |
|                         |   |                         |                        |  |  |       |  |  | Lotario I di Stade |  |  | …         |  |
|                         |   |                         |                        |  |  |       |  |  | Lotario I di Stade |  |  | …         |  |
|                         |   | …                       |                        |  |  |       |  |  | Lotario I di Stade |  |  |           |  |
| Lotario II di Stade     |   |                         |                        |  |  |       |  |  | Lotario I di Stade |  |  |           |  |
|                         |   | Oda di Sassonia         | Liudolfo di Sassonia   |  |  |       |  |  |                    |  |  |           |  |
|                         |   | Oda di Sassonia         | Liudolfo di Sassonia   |  |  |       |  |  |                    |  |  |           |  |
|                         |   | Oda di Sassonia         | Oda Billung            |  |  |       |  |  |                    |  |  |           |  |
| Enrico I di Stade       |   | Oda di Sassonia         |                        |  |  |       |  |  |                    |  |  |           |  |
|                         |   | …                       | …                      |  |  |       |  |  |                    |  |  |           |  |
|                         |   | …                       | …                      |  |  |       |  |  |                    |  |  |           |  |
|                         |   | …                       | …                      |  |  |       |  |  |                    |  |  |           |  |
| Swanhild di Sassonia    |   | …                       |                        |  |  |       |  |  |                    |  |  |           |  |
|                         |   | …                       | …                      |  |  |       |  |  |                    |  |  |           |  |
|                         |   | …                       | …                      |  |  |       |  |  |                    |  |  |           |  |
|                         |   | …                       | …                      |  |  |       |  |  |                    |  |  |           |  |
| Enrico II di Stade      |   | …                       |                        |  |  |       |  |  |                    |  |  |           |  |
|                         | … | …                       |                        |  |  |       |  |  |                    |  |  |           |  |
|                         | … | …                       |                        |  |  |       |  |  |                    |  |  |           |  |
|                         | … | …                       |                        |  |  |       |  |  |                    |  |  |           |  |
| Odo di Wetterau         | … |                         |                        |  |  |       |  |  |                    |  |  |           |  |
|                         |   | …                       | …                      |  |  |       |  |  |                    |  |  |           |  |
|                         |   | …                       | …                      |  |  |       |  |  |                    |  |  |           |  |
|                         |   | …                       | …                      |  |  |       |  |  |                    |  |  |           |  |
| Giuditta di Wetterau    |   | …                       |                        |  |  |       |  |  |                    |  |  |           |  |
|                         |   | Erberto I di Vermandois | Pipino I di Vermandois |  |  |       |  |  |                    |  |  |           |  |
|                         |   | Erberto I di Vermandois | Pipino I di Vermandois |  |  |       |  |  |                    |  |  |           |  |
|                         |   | Erberto I di Vermandois | …                      |  |  |       |  |  |                    |  |  |           |  |
| Cunegonda di Vermandois |   | Erberto I di Vermandois |                        |  |  |       |  |  |                    |  |  |           |  |
|                         |   | Liutgarda               | …                      |  |  |       |  |  |                    |  |  |           |  |
|                         |   | Liutgarda               | …                      |  |  |       |  |  |                    |  |  |           |  |
|                         |   | Liutgarda               | …                      |  |  |       |  |  |                    |  |  |           |  |
|                         |   | Liutgarda               |                        |  |  |       |  |  |                    |  |  |           |  |